# Кокиматлан
Кокиматла́н (исп. Coquimatlán) — небольшой город в Мексике, в штате Колима, входит в состав одноимённого муниципалитета и является его административным центром. Численность населения, по данным переписи 2020 года, составила 14 892 человека.

## Общие сведения
Название Coquimatlán с языка науатль можно перевести как: место ловли и охоты на горлиц.
Официальной датой основания поселения считается 19 октября 1836 года, когда жителям деревни Сан-Педро-Кокиматлан пришлось переселяться из-за вышедшей из берегов реки Комала. Старое поселение было основано в доиспанский период и впервые упоминалось в 1616 году францисканскими монахами, где они проводили евангелизацию местного населения.
В 1889 до Кокиматлана была проложена железная дорога, что способствовало его экономическому росту.
Кокиматлан находится в 9 км к юго-западу от столицы штата, города Колимы, на региональной трассе 97.

## Население
| Год  | Численность | Численность |
| ---- | ----------- | ----------- |
| 2000 | 11 852      | [ 7 ]       |
| 2005 | 11 374      | [ 8 ]       |
| 2010 | 13 358      | [ 9 ]       |
| 2020 | 14 892      | [ 10 ]      |